# Dans les Alpes avec Annette
Dans les Alpes avec Annette (アルプス物語　わたしのアンネット, Arupusu Monogatari Watashi no Annetto) est une série d'anime diffusée du 9 janvier 1983 au 25 décembre 1983 sur Fuji TV.
En France, le dessin animé a été diffusé à partir du 31 août 1987 sur La Cinq dans Youpi ! L'école est finie. Rediffusion en 1988 dans Youpi ! L'école est finie. Puis, en 1999 sur Mangas, à partir du 27 juin 2011 et à partir du 3 septembre 2012 sur France 5 dans Zouzous ; et au Québec à partir du 4 septembre 1989 sur Canal Famille.

## Synopsis
La série raconte les aventures d'Annette Barniel, petite fille habitant avec sa mère et son père dans les années 1900 dans le village suisse de Rossinière dans le Pays d'Enhaut. Un soir de Noël, la mère d'Annette met au monde un garçon qu'elle appelle Denis. Elle meurt malheureusement après sa naissance et est enterrée au cimetière du village. Annette s'est retrouvée toute seule avec son frère et son père alors qu'elle n'avait que sept ans. Ayant des difficultés à la maison, Pierre Barniel, le père d'Annette, fait appel à sa tante Claude pour l'aider. Claude arrive dans l'après-midi mais elle est surtout très contente de rencontrer Annette qu'elle n'a jamais vue et aussi le petit Denis. Même si Claude est parfois embêtante, elle donne de bons conseils et finit par être appréciée. 
Quelques années plus tard, Annette est devenue une fille de 12 ans et Denis a 5 ans. Ils s'amusent ensemble avec leur meilleur ami Julien et sont tous les trois passionnés de sculpture en bois. Malheureusement, leur amitié va être rompue pour un moment à cause d'une dispute entre Julien et Annette lorsque Denis tombe dans un ravin et est blessé, tout cela par la faute de Julien. Et bien que cette dispute soit vaine, l'état de santé de Denis ne s'arrange pas, loin de là. Est-ce que les deux amis auront le courage et la force de se réconcilier mutuellement ?

## Historique
L'histoire est adaptée d'un roman de la romancière britannique Patricia Saint-John paru en 1952 : Qui a donc frappé (Treasures of the Snow). Elle a travaillé comme infirmière missionnaire chrétienne dans plusieurs pays, notamment au Maroc. Elle vécut avec ses parents détachés en Suisse au cours de sa jeunesse.
Un film Un trésor dans la neige a été réalisé en 1979 par Mike Pritchard en adaptation du roman de Patricia Saint-John.

## Distribution
- Séverine Morisot : Annette Barniel
- Odile Schmitt : Julien Maurel
- Brigitte Lecordier : Denis Barniel, Antoine
- Sady Rebbot : Pierre Barniel
- Claude Chantal : grand-Tante Claude Martha
- Régine Teyssot : Marie Maurel, Marianne
- Danièle Hazan : Jean, Francine Barniel
- Jeanine Forney : mère de Julien, Christine, Franz
- René Bériard : M. Nicolas (l'instituteur)
- Gérard Hernandez : Fernand (1re voix)
- Yves Barsacq : Fernand (2e voix)
- Patrick Poivey : Dr Moulin, César
- Sylvie Moreau : narratrice

## Liste des épisodes
1. Les enfants des Alpes
2. La course de luge
3. Une triste naissance
4. Annette se transforme en maman
5. La tante Claude
6. Les pâturages
7. Comment faire du fromage
8. Festival d'automne
9. Le chemin de fer de la Rosenière
10. Un voyage plein de péripéties
11. Le cadeau de Noël
12. Dans la forêt blanche
13. Un problème de cœur
14. La catastrophe
15. Au fond du ravin
16. L'hôpital
17. Le vieil homme de la forêt
18. Les béquilles de Denis
19. Diagnostic inattendu
20. L'arche de Noé
21. Le poids du Pêché
22. Le trésor
23. Mensonge douloureux
24. Les larmes d'Annette
25. Le pâturage de haute-montagne
26. Pique-nique près du lac
27. Les élèves de monsieur Nicolas
28. L'exposition
29. Rêves brisés
30. Larmes de remords
31. Le chemin de montagne
32. Inutiles recherches
33. Une confession dangereuse
34. Adieu Franz
35. Intimité retrouvée
36. Les nouveaux amis
37. Le trésor partagé
38. Une preuve de courage
39. La tempête de neige
40. Au nom de l'amitié
41. Un espoir pour Denis
42. Le secret de Peguin
43. Lausanne ville d'espoir
44. La famille Moulin
45. L'opération
46. Une rencontre inattendue
47. Retour au foyer
48. Une nouvelle vie

## Liste des personnages
- Annette Barniel : c'est l'un des personnages principaux de la série. Elle a un caractère bien trempé, et est assez têtue, c'est pourquoi elle tarde à se réconcilier avec Julien. Elle adore et "couve" Denis mais elle apprend à être un peu plus sévère avec lui à la fin de la série.
- Julien Morel : c'est le meilleur ami d'Annette (de l'épisode 14 jusqu'à l'épisode 35). Il est passionné de sculpture sur bois, la pratique quotidiennement, mais souffre de sa culpabilité vis-à-vis de l'accident de Denis pendant une longue période de la série, période durant laquelle il évite Annette.
- Marianne : meilleure amie d'Annette, elle dessine très bien et est très gentille.
- Georges
- Denis Barniel : c'est le petit frère d'Annette. Elle ne l'accuse pas d'avoir tué sa mère, au contraire et elle le surprotège. Il ne tient pas rancune à Julien de l'avoir fait tomber dans le ravin. Son meilleur ami est une hermine mâle, prénommée "Noël" dans la version française de la série. Il est plutôt capricieux et pleure souvent sans raison. Il est connu pour se déplacer avec des béquilles durant la quasi-totalité de la série. Bien que tout le monde lui cache le fait qu'il va rester infirme à vie, il finit par le découvrir dans l'épisode 23. Il réagit assez mal, mais c'est davantage le fait d'avoir été trompé que d'être handicapé à vie qui le vexe.
- Pierre Barniel : c'est le père d'Annette et de Denis. Bien qu'étant bouleversé par la mort de sa femme, il prend soin de ses enfants et de tante Claude du mieux qu'il peut.
- Jean : brute de l'école d'Annette, lui et Julien se détestaient. Il est costaud mais pas très malin. Vers le milieu de l'histoire lui et Julien deviennent amis.
- Franz : c'est un garçon de la classe d'Annette. Il parle avec un léger accent allemand. Il déménage à Lausanne au cours de la série, mais Annette le revoit durant les derniers épisodes. C'est un ami à Annette mais aussi à Julien.
- Christine : camarade de classe et amie d'Annette, elle est polie et rigoureuse.
- Antoine : camarade de classe d'Annette, ami de Jean et Franz mais bien plus gentil.
- Mme Morel : c'est la mère de Julien. Elle s'énerve souvent après lui quand il joue et sèche les cours au lieu d'aider à la maison ou d'aller à l'école, mais elle n'est pas foncièrement furieuse contre lui après l'accident de Denis (sa seule manifestation de colère est au moment où elle l'apprend).
- Marie Morel : c'est la grande sœur de Julien. Elle travaille dans une ville voisine, mais revient aussi souvent que possible dans sa famille. C'est grâce à elle que Julien apprend l'existence du chirurgien qui opérera Denis par la suite.
- Mamie Claude : c'est la grand-tante de Annette et Denis, mais ces derniers, ainsi que leur père, l'appellent "mamie". Quand elle arrive chez les Barniel, Annette ne l'aime pas trop, mais elle finit par l'apprécier rapidement.
- M. Nicolas : c'est le maître d'école des enfants. Ses élèves l'adorent et se confient facilement à lui.
- Le vieil homme de la forêt (M. Peguin) : c'est un vieil homme qui vit dans une cabane dans la forêt. Il est le confident de Julien et ce dernier va le voir pour faire ses sculptures de bois. Cet homme a un long passé derrière lui. Il cherche à se racheter après tout le mal qu'il a fait et donne son argent pour payer l'opération de la jambe de Denis. On apprend dans les derniers épisodes que le docteur qui soigne Denis est le fils de ce vieil homme.

## Générique français
Générique chanté par Valérie Barouille (paroles de Alessandra Valeri-Manera, musique de Giordano Bruno Martelli).

## Éditions DVD
- À partir de 2010, diverses éditions DVD ont eu lieu, mais n'ont jamais proposé l'intégralité de la série (la moitié seulement).
- Ce n'est qu'en octobre 2016 que sortit un coffret contenant l'intégrale des épisodes en version remastérisée. En plus d'une image et d'un son restaurés, on a le choix d'avoir le générique en VF ou en VO. Cependant, la VOSTFr de la série n'est pas incluse.